# درخت کافور
درخت کافور (نام علمی: Cinnamomum camphora) نام یک گونه از تیره برگ‌بویان است.
این درخت همیشه سبز در آسیا و به خصوص در جزیره برنئو و فرمز وجود دارد. درخت کافور تا ۲۵–۳۰ متر رشد می‌کند و صمغی از آن ترشح می‌شود که کافور نامیده می‌شود. درخت کافور دارای گلهایی به رنگ سفید می‌باشد و میوه‌ای قرمز رنگ بسیار شبیه به میوه دارچین دارد.